# Eugen Steinmann (Unternehmer)
Eugen Steinmann (geb. 10. Juli 1873 in St. Gallen; gest. 10. April 1955 ebenda) war ein Schweizer Unternehmer.

## Leben und Werk

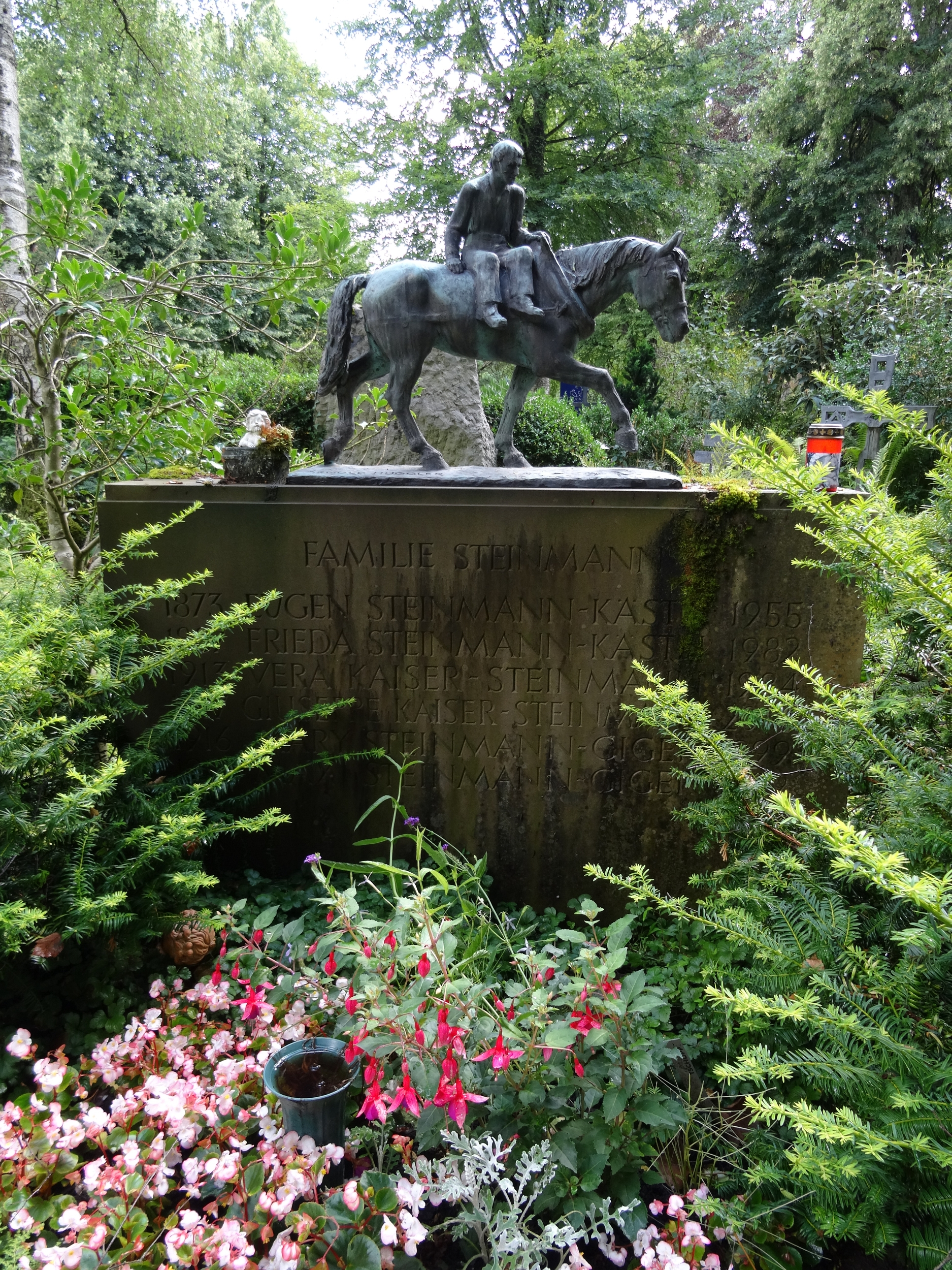
Familiengrab, Friedhof Feldli in St. Gallen.

Eugen Steinmann wurde 1901 Teilhaber des väterlichen Holzhandelgeschäfts (Witwe Steinmann & Sohn) und baute dieses zum Grossbetrieb für Kohlenhandel aus.
1912 stieg Steinmann in das Importgeschäft (Engroshandel) ein. Ab 1915 war er der alleinige Geschäftsinhaber und belieferte Industriekunden und Kohlenhändler in der ganzen Schweiz. Zudem eröffnete er Filialen u. a. 1903 in Zürich, 1921 in Vorarlberg, 1925 in Chur und 1927 in Bern. 1931 erfolgte die Umwandlung der Firma in eine Aktiengesellschaft. Ab 1932 handelte die Firma auch mit flüssigen Brenn- und Treibstoffen.
Eugen Steinmann war seit 1907 mit Frieda (1887–1982), geborene Kästli, verheiratet. Ihre Tochter Vera (1913–1994) war mit Giuseppe Kaiser (1917–2014) verheiratet.
Ihre letzte Ruhestätte fanden sie auf dem auf Friedhof Feldli in St. Gallen. Die Grabplastik schuf Arnold Huggler.